# Gregor Deschwanden
Gregor Deschwanden (Kerns, 27 febbraio 1991) è un saltatore con gli sci svizzero.

## Biografia
Originario di Einsiedeln e attivo in gare FIS dal settembre del 2006, Deschwanden ha esordito in Coppa del Mondo il 4 dicembre 2011 a Lillehammer (47º), ai Campionati mondiali a Val di Fiemme 2013, dove si è classificato 41º nel trampolino normale, 43º nel trampolino lungo e 10º nella gara a squadre, ai Giochi olimpici invernali a Soči 2014, piazzandosi 25º nel trampolino normale e 14º nel trampolino lungo, e ai Mondiali di volo a Harrachov 2014, dove è stato 23º nella gara individuale.
Ai Mondiali di Falun 2015 si è classificato 14º nel trampolino normale, 17º nel trampolino lungo e 10º nella gara a squadre e ai Mondiali di volo di Tauplitz 2016 si è piazzato 30º nella gara individuale; l'anno dopo ai Mondiali Lahti 2017 è stato 33º nel trampolino normale, 35º nel trampolino lungo e 10º nella gara a squadre. Nel 2018 ha preso parte ai Mondiali di volo di Oberstdorf, dove è stato 34º nella gara individuale e 6º in quella a squadre, e ai XXIII Giochi olimpici invernali di Pyeongchang 2018, classificandosi 29º nel trampolino normale e 36º nel trampolino lungo. Ai Mondiali di Oberstdorf 2021 si è piazzato 24º nel trampolino normale, 20º nel trampolino lungo e 7º nella gara a squadre e ai XXIV Giochi olimpici invernali di Pechino 2022 è stato 17º nel trampolino normale, 22º nel trampolino lungo e 8º nella gara a squadre; ai successivi Mondiali di volo di Vikersund 2022 si è classificato 24º nella gara individuale. Ai Mondiali di Planica 2023 è stato 19º nel trampolino normale, 24º nel trampolino lungo, 6º nella gara a squadre e 7º nella gara a squadre mista; il 10 dicembre dello stesso anno ha conquistato il primo podio in Coppa del Mondo, a Klingenthal su trampolino lungo (2º). Ai Mondiali di volo di Tauplitz 2024 si è piazzato 17º nella gara individuale e 6º in quella a squadre e ai Mondiali di Trondheim 2025 è stato 14º nel trampolino normale, 7º nel trampolino lungo, 9º nella gara a squadre e 11º nella gara a squadre mista.

## Palmarès

### Coppa del Mondo
- Miglior piazzamento in classifica generale: 18º nel 2024
- 6 podi (individuali):
  - 4 secondi posti
  - 2 terzi posti

#### Torneo dei quattro trampolini
- 1 podio di tappa[1]:
  - 1 secondo posto